# 임세호
임세호(본명: 권성환, 1968년 5월 19일 ~ 현재)는 대한민국의 무술감독이자 영화 배우이다.

## 영화작품

### 출연, 무술감독, 그 외
- 2013년 《누나》... 사내1 역, 무술감독
- 2009년 《정승필 실종사건》... 삼봉 역
- 2007년 《상사부일체》... 신강남 역, 무술감독
- 2006년 《원탁의 천사》... 동료 천사 역, 무술감독
- 2006년 《투사부일체》... 신강남 역, 무술감독
- 2005년 《야수와 미녀》... 구룡파 역, 무술감독
- 2004년 《나두야 간다》... 양수 역, 무술감독
- 2004년 《하류인생》... 정보부 요원 1 역
- 2003년 《낭만자객》... 효표 역
- 2002년 《색즉시공》... 특공대 역 (우정출연), 무술감독
- 2001년 《두사부일체》... 신강남파 보스 역, 무술감독
- 2000년 《자카르타》... 김치민 역
- 1998년 《짱》... 대끼리 역, 무술감독
- 1998년 《세븐틴》... 괴청년 1 역
- 1998년 《토요일 오후 2시》... 달수패 2 역
- 1997년 《초록물고기》... 배태곤 부하 역
- 1997년 《미스터 콘돔》... 부기장 역, 스턴트
- 1996년 《불새》... 두찬 일파 역
- 1996년 《본 투 킬》... 조직원 역
- 1995년 《리허설》
- 1992년 《시라소니》... 꽈리 부하 역

### 무술감독
- 2005년 《B형 남자친구》
- 2004년 《달마야, 서울 가자》
- 2004년 《그녀를 모르는 간첩》
- 2003년 《동해물과 백두산이》
- 2003년 《첫사랑 사수 궐기대회》
- 2002년 《도둑맞곤 못살아》
- 2002년 《폰》
- 1998년 《엑스트라》
- 1998년 《남자이야기》

### 연출부
- 2007년 《지금 사랑하는 사람과 살고 있습니까?》
- 2007년 《수》
- 2005년 《여고괴담 4 - 목소리》

### 스턴트, 그 외
- 2000년 《하면 된다》제작이사
- 2000년 《구멍》스턴트
- 1996년 《그들만의 세상》스턴트
- 1996년 《나에게 오라》스턴트
- 1992년 《김의 전쟁》무술연기

## TV 작품
- 2008년 OCN 《여사부일체》 ... 신강남 역
- 1999년 MBC 《왕초》 ... 메뚜기 역[1]